# No Sleep 'til Hammersmith
No Sleep 'til Hammersmith è il primo album live dei Motörhead. Le registrazioni sono prese da tre show (Leeds, 28 marzo 1981 e Newcastle, 29 e 30 marzo 1981, con l'eccezione del medley Iron Horse/Born to Lose, registrato durante un concerto del 1980).

## Il disco
L'album, ritenuto da parte della critica e dei fan un capolavoro di esplosività che dimostra la vera potenza dei Motörhead dal vivo, è stato pubblicato nel periodo d'oro e più fortunato della band raggiungendo anche la posizione numero 1 nelle classifiche britanniche.
Dall'album è stato pubblicato anche il singolo Motörhead, che raggiunse la posizione numero 6 nella classifica dei singoli. Anche se si tratta dell'album dal vivo più fortunato della band, il leader Lemmy non l'ha inizialmente gradito, perché è uscito senza il permesso della band che, in quel periodo, era impegnata nel primo tour negli USA.
Il secondo album live è indicato come il fratello minore di No Sleep til Hammersmith e s'intitola Nö Sleep at All.
I Beastie Boys si sono ispirati al titolo di questo live dei Motörhead per la loro canzone No Sleep Till Brooklyn dell'album Licensed to Ill.

### Registrazione
L'LP originale No Sleep 'Til Hammersmith include due brani tratti dall'album di debutto, la title track di Bomber del 1979, cinque canzoni tratte da Overkill sempre del 1979, e tre da Ace of Spades del 1980. Con l'eccezione di Iron Horse / Born To Lose, proveniente da un concerto del 1980, No Sleep 'til Hammersmith fu registrato nei concerti di Leeds e Newcastle durante il tour "Short Sharp Pain In The Neck". Il nome della tournée era un riferimento all'infortunio sofferto da Taylor poco tempo dopo l'incisione del disco Ace of Spades.
Nonostante il titolo dell'album, la band non suonò all'Hammersmith Odeon di Londra durante questo tour, i concerti si svolsero nei seguenti luoghi:
- 27 marzo 1981: West Runton Pavilion, Norfolk, Inghilterra
- 28 marzo 1981: Queen's Hall, Leeds, Inghilterra
- 29 marzo 1981: City Hall, Newcastle, Inghilterra
- 30 marzo 1981: City Hall, Newcastle, Inghilterra
- 3 aprile 1981: Maysfield Leisure Centre, Belfast, Irlanda del Nord[4]

Nel backstage dei concerti di Leeds e Newcastle alla band furono assegnati il disco d'argento e quello d'oro per le vendite di Ace of Spades, un disco d'argento per Overkill e per Please Don't Touch. L'acustica alla Leeds Queens Hall non era buona e gran parte dell'album originale è tratto dal concerto di Newcastle. Il cantante e bassista Lemmy Kilmister ha dichiarato che originariamente era previsto che No Sleep 'til Hammersmith fosse un album doppio ma poiché la band non aveva abbastanza materiale, l'idea fu scartata. All'epoca della pubblicazione dell'album, la band era nel mezzo del primo tour negli Stati Uniti, come gruppo di supporto di Ozzy Osbourne. «Quando uscì No Sleep 'Til Hammersmith», disse Lemmy a James McNair della rivista Mojo nel 2011, « ... per noi fece la differenza a livello finanziario».

### Accoglienza
| Recensione                    | Giudizio |
| ----------------------------- | -------- |
| AllMusic                      | [ 6 ]    |
| Encyclopaedia Metallum        | 94/100   |
| The Rolling Stone Album Guide | [ 8 ]    |
| Robert Christgau              | B+       |
| Encyclopedia of Popular Music | [ 10 ]   |
| Spin Alternative Record Guide | 10/10    |

No Sleep 'til Hammersmith è l'album di maggior successo dei Motörhead in termini di classifica, avendo raggiunto la vetta della UK Albums Chart in Gran Bretagna, sull'onda del successo dei precedenti St. Valentine's Day Massacre (EP) e Ace of Spades (album e singolo). Lemmy credeva che il successo ottenuto dal disco fosse dovuto all'aspettativa dei loro fan per un album dal vivo, dato che la band era stata costantemente in tour in passato, ma considerava No Sleep 'til Hammersmith anche "il loro crollo" a causa della difficoltà di dare un seguito al suo successo. L'album è incluso nel libro 1001 Albums You Must Hear Before You Die. Jason Birchmeier di AllMusic scrisse: "I Motorhead non potevano sbagliare all'epoca, mentre stavano gettando le basi per l'avvento del movimento thrash, in un certo senso, e la loro serie vincente continua qui con No Sleep 'Til Hammersmith, uno dei migliori album live metal di sempre". Nel libro del 2011 Overkill: The Untold Story of Motorhead, il biografo Joel McIver definì l'album "il vertice della formazione Lemmy/Clarke/Philthy". Robert Christgau scrisse: "La produzione energica di Vic Maile annulla il mio pregiudizio contro la registrazione dal vivo [...] E se mi facesse venire il mal di testa? A volte un mal di testa arriva come un sollievo".

## Tracce
- Tutte le tracce (eccetto quelle indicate) sono scritte da Lemmy Kilmister, Eddie Clarke e Phil Taylor

Lato A
1. Ace of Spades (30 marzo 1981) – 3:01 – 1980 ~ Ace of Spades
2. Stay Clean (30 marzo 1981) – 2:50 – 1979 ~ Overkill
3. Metropolis (30 marzo 1981) – 3:31 – 1979 ~ Overkill
4. The Hammer (29 marzo 1981) – 3:05 – 1980 ~ Ace of Spades
5. Iron Horse / Born to Lose (1980 (data sconosciuta)) – 3:58 – 1977 ~ Motörhead
6. No Class (28 marzo 1981) – 2:34 – 1979 ~ Overkill

Lato B
1. Overkill (30 marzo 1981) – 5:13 – 1979 ~ Overkill
2. (We Are) The Road Crew (30 marzo 1981) – 3:31 – 1980 ~ Ace of Spades
3. Capricorn (30 marzo 1981) – 4:40 – 1979 ~ Overkill
4. Bomber (28 marzo 1981) – 3:24 – 1979 ~ Bomber
5. Motörhead (29 marzo 1981) – 4:47 – 1977 ~ Motörhead

Castle Communications 1996 CD ristampa bonus tracks
1. Over the Top (30 marzo 1981) – 3:04 – 1981 ~ Motörhead (Live Single)
2. Capricorn (Alternative Version) – 4:54 – 1979 ~ Overkill
3. Train Kept A-Rollin' (1980 (data sconosciuta)) – 2:44 – 1977 ~ Motörhead

### Metal-Is Records 2001 2CD Complete Edition

#### Disco 1
1. Ace of Spades (30 marzo 1981) – 3:01 – 1980 ~ Ace of Spades
2. Stay Clean (30 marzo 1981) – 2:50 – 1979 ~ Overkill
3. Metropolis (30 marzo 1981) – 3:31 – 1979 ~ Overkill
4. The Hammer (29 marzo 1981) – 3:05 – 1980 ~ Ace of Spades
5. Iron Horse / Born to Lose (1980 (data sconosciuta)) – 3:58 – 1977 ~ Motörhead
6. No Class (28 marzo 1981) – 2:34 – 1979 ~ Overkill

1. Overkill (30 marzo 1981) – 5:13 – 1979 ~ Overkill
2. (We Are) The Road Crew (30 marzo 1981) – 3:31 – 1980 ~ Ace of Spades
3. Capricorn (30 marzo 1981) – 4:40 – 1979 ~ Overkill
4. Bomber (28 marzo 1981) – 3:24 – 1979 ~ Bomber
5. Motörhead (29 marzo 1981) – 4:47 – 1977 ~ Motörhead

Disco 1 Bonus Tracks
1. Over the Top (30 marzo 1981) – 2:57 – 1979 ~ Bomber (Single)
2. Shoot You in the Back (30 marzo 1981) – 2:43 – 1980 ~ Ace of Spades
3. Jailbait (28 marzo 1981) – 3:34 – 1980 ~ Ace of Spades
4. Leaving Here (28 marzo 1981) – 2:48 – 1977 ~ Leaving Here / White Line Fever
5. Fire, Fire (29 marzo 1981) – 2:55 – 1980 ~ Ace of Spades
6. Too Late, Too Late (30 marzo 1981) – 3:04 – 1979 ~ Overkill (Single)
7. Bite the Bullet / The Chase Is Better Than the Catch (30 marzo 1981) – 6:38 – 1980 ~ Ace of Spades

#### Disco 2
1. Ace of Spades (28 marzo 1981) – 2:47 – 1980 ~ Ace of Spades
2. Stay Clean (29 marzo 1981) – 2:54 – 1979 ~ Overkill
3. Metropolis (29 marzo 1981) – 3:46 – 1979 ~ Overkill
4. The Hammer (28 marzo 1981) – 3:01 – 1980 ~ Ace of Spades
5. Capricorn (29 marzo 1981) – 5:00 – 1979 ~ Overkill
6. No Class (29 marzo 1981) – 5:00 – 1979 ~ Overkill
7. (We Are) The Road Crew (28 marzo 1981) – 3:31 – 1980 ~ Ace of Spades
8. Bite the Bullet / The Chase Is Better Than the Catch (28 marzo 1981) – 6:07 – 1980 ~ Ace of Spades
9. Overkill (29 marzo 1981) – 4:53 – 1979 ~ Overkill
10. Bomber (29 marzo 1981) – 3:26 – 1979 ~ Bomber
11. Motörhead (30 marzo 1981) – 5:31 – 1977 ~ Motörhead

## Formazione
- Lemmy Kilmister - basso, voce
- "Fast" Eddie Clarke - chitarra
- Phil "Philthy Animal" Taylor - batteria

Produzione
- Prodotto da Vic Maile.
- Fotografia di copertina di Ian Kalinouski.